# Euro et Danemark
 (novembre 2016).
- États membres de la zone euro : 20 pays (Allemagne, Autriche, Belgique, Chypre, Croatie, Espagne, Estonie, Finlande, France, Grèce, Irlande, Italie, Lettonie, Lituanie, Luxembourg, Malte, Pays-Bas, Portugal, Slovaquie, Slovénie)
- Micro-États non membres de l'UE utilisant l'euro avec l'accord de l'UE : 4 pays (Andorre, Monaco, Saint-Marin et Vatican)
- États non membres de l'UE qui ont adopté l'euro unilatéralement : 2 pays (Kosovo et Monténégro)
- États membres de l'Union européenne (UE) qui ont rejoint le MCE II : 1 pays (Bulgarie)
- État membre de l'UE faisant partie du MCE II mais qui est exempté de l'obligation de rejoindre la zone euro (Danemark).
- États membres de l'UE qui ont l'obligation  de rejoindre la zone euro : 5 pays (Hongrie, Pologne, Roumanie, Suède et Tchéquie)

La monnaie du Danemark est actuellement la couronne danoise, et le pays n'utilise pas l’euro en raison d'une option de retrait négocié dans l'accord d’Édimbourg en décembre 1992. En 2000, le gouvernement organisa un référendum en vue d'une possible adoption de l'euro. Le « non » de la population l'emporta avec 53,2 % contre 46,8 % pour le « oui ». La couronne danoise fait partie du MCE II ; son taux de change est donc lié à celui de l'euro, fixé à 1 EUR = 7,460 38 DKK, avec une marge de fluctuation officielle de 2,25 %.
La plupart des partis politiques au Danemark sont favorables à l'introduction de l'euro et l'idée d'organiser un nouveau référendum a été proposée bien des fois depuis 2000. Cependant, certains partis influents tels que le Parti populaire danois et le Parti populaire socialiste ne soutiennent pas l'adoption. Les sondages d'intention ont montré des avis divergents au cours des années. La majorité de la population se déclarait en faveur de l'euro après l'introduction physique de l'euro. Cependant, à la suite de la crise économique de 2008, le soutien à l'euro commença à se dégrader. Le soutien est au plus bas, fin 2011, à la suite de la crise européenne de la dette.
Le Danemark a une frontière avec un membre de la zone euro, l'Allemagne, et une autre avec un État obligé (de jure) d'adopter l'euro dans l'avenir, la Suède.

## Statut
Le traité de Maastricht prévoyait initialement que tous les membres de l'Union européenne rejoignent la zone euro une fois les critères de convergence remplis. Le Danemark a ratifié ce traité le 18 mai 1993 mais avec un opting-out, sous le traité d’Édimbourg, permettant au Danemark de ne pas être obligé d'adopter l'euro. Cependant, le Danemark répond aux cinq critères pour l'adhésion et pourrait, par conséquent, rejoindre la zone euro à tout moment.
|                                                                        | Critères de convergence | Critères de convergence | Critères de convergence | Critères de convergence    | Critères de convergence     |
|                                                                        | Inflation               | Finances publiques      | Finances publiques      | Membre du MCE II           | Taux d'intérêt à long terme |
| Déficit budgétaire annuel au PIB                                       | Inflation               | Dette publique au PIB   |                         | Membre du MCE II           | Taux d'intérêt à long terme |
| ---------------------------------------------------------------------- | ----------------------- | ----------------------- | ----------------------- | -------------------------- | --------------------------- |
| Valeur de référence                                                    | max 2,8 %               | max 3 %                 | max 60 %                | min 2 ans                  | max 5,1 %                   |
| Danemark                                                               | 1,6 % (2025)            | -1,5 % (2025)           | 29,7 % (2025)           | depuis le 1er janvier 1999 | 2,3 % (2025)                |
| Notes : 1. 2. 3. Légende : - Critère satisfait - Critère non satisfait |                         |                         |                         |                            |                             |

Depuis le 1er janvier 1999, la couronne danoise fait partie du MCE II. La couronne et l'euro sont donc liés, à une plage de variation du taux de change ne pouvant excéder 2,25 %, le taux de change étant fixé à 1 EUR = 7,46038 DKK, le taux le plus bas est donc de 1 EUR = 7,29252 DKK et le plus haut 1 EUR = 7,62824 DKK. Cette plage de variation de taux de change est plus réduite qu'avec les autres membres du MCE II (15 % pour les autres membres). Cependant, le taux de change de la couronne contre l'euro n'a varié que de 0,5 %, encore moins que les limites définies. L'indépendance de la banque centrale danoise est donc en pratique limitée. Son rôle est de garder un taux de change de la couronne contre l'euro dans la plage de variation de 2,25 %. Cette politique ressemble grandement à une situation plus ancienne de 1982 à 1999, où la couronne danoise était liée au Deutsche Mark. La BCE est, quant à elle, obligée d'aider la couronne à se protéger des attaques spéculatives.

## Histoire

### Premières unions monétaires au Danemark (1873-1914)
Le 5 mai 1873, le Danemark et la Suède lient leurs monnaies par rapport à l'or et forment l'Union monétaire scandinave. Avant cette date, le Danemark utilisait le dollar danois (rigsdaler). En 1875, la Norvège rejoint l'union. Un taux de change de 2,48 couronnes par gramme d'or est fixé, soit 0,403 gramme par couronne. Une valeur égale de la couronne de l'union monétaire fut alors établie pour remplacer les trois monnaies nationales : 1 couronne = ½ dollar danois (rigsdaler) = ¼ dollar norvégien (speciedaler) = 1 dollar suédois (riksdaler). La nouvelle monnaie devint commune et fut bien acceptée dans les trois pays. Cette union monétaire durera jusqu'en 1914, début de la Première Guerre mondiale, qui y mit un terme. Mais les monnaies de chaque pays gardèrent le même nom.

### Système monétaire européen et pré-coopération monétaire européenne
La couronne danoise a été liée à plusieurs autres monnaies européennes durant les années 1980 à travers le système monétaire européen. Avant cela, le Danemark avait participé au serpent monétaire européen quelques années après la faillite des accords de Bretton Woods.

### Documents pré-eurozone (1992-1999)

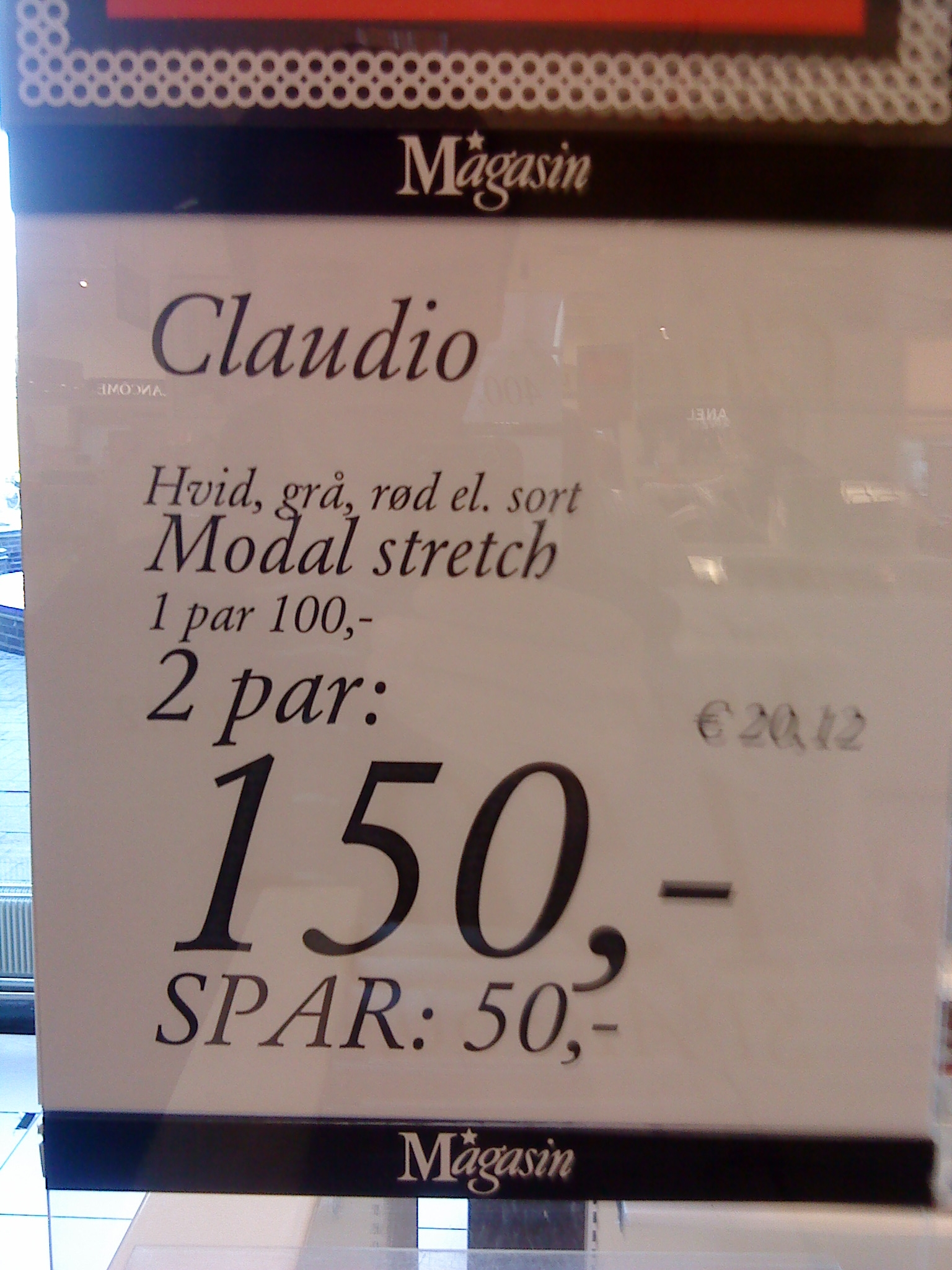
Double affichage des prix en euro et en couronne dans un grand magasin (Magasin du Nord, en 2009).

Le traité de Maastricht prévoyait initialement que tous les membres de l'UE, sauf le Royaume-Uni, rejoignent la zone euro. Cependant, à la suite d'un référendum le 2 juin 1992 à travers lequel les Danois rejettent le traité, le Danemark négocia l'accord d’Édimbourg qui lui permet de bénéficier d'un opting-out pour rester hors de la zone euro. Ces accords furent approuvés par référendum le 18 mai 1993. Par conséquent, le Danemark n'est pas obligé d'adopter l'euro. Le Danemark a cependant participé à la phase 2 de l'UEM, qui était considérée comme être la phase préparatoire pour rejoindre la zone euro. Dans le cadre de ce processus, la Banque nationale du Danemark a participé à des aspects variés en vue de l'adoption de l'euro, toujours considérée comme importante pour l'avenir de la politique économique du Danemark. Selon un historique publié par la banque centrale, « premièrement, il était important de créer un cadre solide pour la stabilité des prix dans la zone euro : un point d'ancrage approprié pour la politique danoise du taux de change fixe. Deuxièmement, le Danemark avait un intérêt dans l'élaboration d'un cadre opportun pour la coopération des taux de change entre la zone euro et les États non-membres. Troisièmement, le Danemark avait un intérêt général dans la création des règles de base de la phase 3 de l'UEM pour assurer que le Danemark serait capable d'adopter la monnaie commune lors d'une phase ultérieure avec les mêmes conditions que les états initiaux de la zone euro ».

### Référendum sur l'euro (2000)
Un référendum tenu le 28 septembre 2000 rejeta la participation du Danemark à la zone euro. 87,6 % des personnes inscrites sur les listes électorales se rendirent aux urnes, 46,8 % ont voté pour le « oui » tandis que 53,2 % votaient pour le « non ». La plupart des partis politiques, des médias et des acteurs économiques du Danemark ont fait campagne en faveur de l'adoption de l'euro. Cependant, quelques-uns des partis les plus influents ont fait campagne contre l'euro. Si le vote avait été favorable, le Danemark aurait rejoint la zone euro le 1er janvier 2002 et introduit pièces et billets en 2004. Le recours immédiat au référendum a entraîné un affaiblissement de l'euro face au dollar. Certains analystes estiment que cela a entraîné un manque de confiance général envers l'euro, ce qui contribue encore aujourd'hui à son opposition. La banque centrale danoise estime que le débat était « imprégné par l'idée que, du fait que le Danemark participait déjà à la politique du taux de change fixe, ce dernier avait déjà bénéficié de certains avantages de l'adhésion à la zone euro ».

### Possibilité d'un second référendum pour l'adoption de l'euro
Le 22 novembre 2007, le tout nouveau gouvernement danois réélu, déclare son intention d'organiser un nouveau référendum, aux alentours de 2011, pour abolir les quatre opting-out accordés au Danemark, y compris celui sur l'euro. Le gouvernement n'a pas précisé à l'époque s'il y aurait un référendum par opting-out ou un seul référendum. Cependant, ce référendum n'a pas eu lieu avant les élections législatives danoises de 2011 et le nouveau gouvernement n'a pas l'intention d'organiser un nouveau référendum sur l'euro.
Dans le cadre des élections européennes de 2014, le groupe des partis danois pro-européens (Venstre, Konservative, Sociaux-démocrates et Radikale Venstre) a soutenu collectivement qu'un prochain référendum sur l'euro ne serait pas en vue tant que la « poussière du développement ne serait pas retombée » à la suite de la création de multiples initiatives de réponse à la crise de la zone euro (y compris la création de l'Union bancaire et le paquet de propositions de la Commission - toujours en cours d'élaboration - pour la création d'une véritable UEM renforcée).
Lorsqu'un nouveau gouvernement dirigé par Venstre est arrivé au pouvoir en juin 2015, son manifeste gouvernemental n'incluait aucun plan pour la tenue d'un référendum sur l'euro au cours de son mandat législatif de quatre ans.
Lors du référendum visant à abolir l'opt-out en matière de défense en 2022, la Première ministre du Danemark, Mette Frederiksen, a promis de ne pas organiser de référendum supplémentaire sur l'euro pendant son mandat de Première ministre. Aucun plan pour la tenue d'un référendum sur l'euro n'était inclus dans le manifeste gouvernemental de 2022.
Certains spécialistes politiques disent que le résultat de ce supposé référendum aurait pu influencer le débat sur l'euro en Suède.

### Usage de l'euro aujourd'hui au Danemark
L'euro peut être utilisé à certains endroits au Danemark, le plus souvent dans des endroits fréquentés par les touristes, tels que les musées, les aéroports et les grandes boutiques attirant beaucoup de visiteurs étrangers. Mais la plupart du temps, les prix sont affichés en couronne. À bord des ferrys reliant le Danemark à l'Allemagne, un double affichage des prix, en couronne et en euro, est appliqué.

## Effet possible de l'introduction de l'euro
Si le Danemark adoptait l'euro, la Banque nationale du Danemark rejoindrait le système européen de banques centrales (SEBC). En théorie cela limiterait les compétences du Danemark à mener sa propre politique monétaire. Cependant, une étude de l'histoire de la politique monétaire danoise montre que même si le Danemark ne partage pas la monnaie unique, sa banque centrale a toujours suivi les recommandations du SEBC.
Toutefois, étant en dehors de la zone euro, le Danemark n'a aucun siège à la direction du SEBC. Cela engendra le soutien d'une adoption de l'euro par l'ancien premier ministre, Anders Fogh Rasmussen : « De facto, le Danemark participe déjà à la zone euro, mais sans avoir un siège à la table où les décisions sont prises et ceci est un problème politique ». Par ailleurs, le SEBC ne défend pas le taux de change de la couronne danoise. Ceci est fait par la banque nationale du Danemark et le gouvernement. Lors de crises, il peut être difficile pour un petit pays de défendre seul son taux de change.
Les effets positifs attendus d'une adoption de l'euro au Danemark sont une diminution des coûts de transaction avec la zone euro, une meilleure transparence des marchés étrangers pour les consommateurs danois, et plus important, une diminution des taux d'intérêt, ce qui a un effet positif sur la croissance. Néanmoins, en rejoignant la zone euro, le Danemark devra adopter la même politique que la BCE. Si jamais une crise économique venait à toucher uniquement le pays, le Danemark devra s'en sortir uniquement en modifiant sa politique fiscale et budgétaire et en réformant le marché du travail.
À la suite de la crise de la dette dans la zone euro, les dirigeants européens ont créé fonds européen de stabilité financière (FESF) qui est un fonds commun de créances qui a pour but de préserver la stabilité financière dans l'UE en aidant financièrement les États de la zone euro en difficulté. Ce FESF comprend deux branches. La première est un fonds de stabilisation d'un montant de 60 milliards d'euros (mécanisme européen de stabilité financière). Tous les États membres contribuent à ce fonds à des parts différentes, dépendant de leur appartenance ou non à la zone euro. La seconde branche, d'un montant de 400 milliards d'euros se compose de prêts garantis par les gouvernements pour améliorer la confiance des marchés. Tous les pays de la zone euro participeront en finançant ce mécanisme, tandis que les autres États de l'UE peuvent choisir d'y participer ou non. Au contraire de la Suède et de la Pologne, le Danemark a refusé de financer cette branche du FESF. Si le Danemark venait à adopter l'euro, il serait obligé de financer la seconde branche du FESF.

## Sondages d'opinion
Il y a eu de nombreux sondages au Danemark pour connaître l'avis de la population, pour quitter la couronne et adopter l'euro.
| Date                            | Oui    | Non    | Sans opinion | Nombre de personnes interrogées | Institut de sondage     |
| ------------------------------- | ------ | ------ | ------------ | ------------------------------- | ----------------------- |
| 29 mars – 30 avril 2002         | 47 %   | 33 %   | 20 %         | Inconnu                         | Eurobaromètre           |
| Mars 2007                       | 56 %   | 39 %   | 5 %          | 910 personnes                   | Greens Analyseinstitut, |
| Avril 2007                      | 53 %   | 40 %   | 7 %          | 910 personnes                   | Greens Analyseinstitut  |
| Novembre 2007                   | 54 %   | 42 %   | 4 %          | Inconnu                         | Greens Analyseinstitut  |
| 26 novembre 2007                | 52 %   | 39 %   | 9 %          | 1 016 adultes danois            | Vilstrup Synovate       |
| Avril 2008                      | 55 %   | 38 %   | 7 %          | 1 009 adultes danois            | Greens Analyseinstitut  |
| 5–7 mai 2008                    | 54 %   | 42 %   | 4 %          | 1 009 adultes danois            | Greens Analyseinstitut, |
| Mi-juin 2008                    | 40 %   | 48 %   | 12 %         | 1 036 danois                    | Capacent Opinions       |
| 29 septembre – 1er octobre 2008 | 52 %   | 44 %   | 4 %          | 1 050 adultes danois            | Greens Analyseinstitut  |
| 3–5 novembre 2008               | 54 %   | 38 %   | 8 %          | 1 098 adultes danois            | Greens Analyseinstitut  |
| Décembre 2008                   | 54 %   | 40 %   | 6 %          | >1 000 adultes danois           | Greens Analyseinstitut  |
| 5–7 janvier 2009                | 56 %   | 38 %   | 4 %          | 1 307 adultes danois            | Greens Analyseinstitut  |
| 2–4 février 2009                | 57 %   | 39 %   | 4 %          | 1 124 adultes danois            | Greens Analyseinstitut  |
| 11 février 2009                 | 42 %   | 42 %   | 16 %         | Inconnu                         | Gallup                  |
| 2–4 mars 2009                   | 52 %   | 38 %   | 10 %         | 1 085 adultes danois            | Greens Analyseinstitut  |
| 30 mars – 1er avril 2009        | 51 %   | 42 %   | 7 %          | 1 007 adultes danois            | Greens Analyseinstitut  |
| 27–29 avril 2009                | 52 %   | 40 %   | 8 %          | 1 178 adultes danois            | Greens Analyseinstitut  |
| 13 mai 2009                     | 43 %   | 45 %   | 11 %         | Inconnu                         | Rambøll                 |
| 25–27 mai 2009                  | 51 %   | 42 %   | 7 %          | 951 adultes danois              | Greens Analyseinstitut  |
| Septembre 2009                  | 50 %   | 43 %   | 7 %          | 951 adultes danois              | Greens Analyseinstitut  |
| Octobre 2009                    | 50 %   | 43 %   | 7 %          | 1 081 adultes danois            | Greens Analyseinstitut  |
| 2–4 novembre 2009               | 54 %   | 41 %   | 5 %          | 1 158 adultes danois            | Greens Analyseinstitut  |
| 30 novembre – 2 décembre 2009   | 50 %   | 40 %   | 10 %         | 1 001 adultes danois            | Greens Analyseinstitut  |
| 2–4 janvier 2010                | 51 %   | 42 %   | 7 %          | 1 162 adultes danois            | Greens Analyseinstitut  |
| 1–3 février 2010                | 49 %   | 45 %   | 6 %          | 1 241 adultes danois            | Greens Analyseinstitut  |
| 1er–3 mars 2010                 | 48 %   | 46 %   | 6 %          | 552 adultes danois              | Greens Analyseinstitut  |
| 12–14 avril 2010                | 52 %   | 41 %   | 7 %          | 988 adultes danois              | Greens Analyseinstitut  |
| 3–5 mai 2010                    | 48 %   | 45 %   | 7 %          | 1 004 adultes danois            | Greens Analyseinstitut  |
| 11–13 mai 2010                  | 45 %   | 43,2 % | 11,2 %       | 1 002 adultes danois            | Catinét Ritzau          |
| 31 mai– 2 juin 2010             | 45 %   | 48 %   | 7 %          | 1 079 adultes danois            | Greens Analyseinstitut  |
| 27 septembre 2010               | 45 %   | 48,3 % | 6,7 %        | Inconnu                         | Jyllands-Posten         |
| 1er octobre 2010                | 46 %   | 48 %   | 6 %          | 1 025 adultes danois            | Greens Analyseinstitut  |
| 1er novembre 2010               | 44 %   | 49 %   | 7 %          | Inconnu                         | Greens Analyseinstitut  |
| 1er décembre 2010               | 46 %   | 48 %   | 6 %          | 1 006 adultes danois            | Greens Analyseinstitut  |
| 1er janvier 2011                | 43 %   | 50 %   | 7 %          | 1 336 adultes danois            | Greens Analyseinstitut  |
| 1er février 2011                | 43 %   | 48 %   | 9 %          | 1 053 adultes danois            | Greens Analyseinstitut  |
| 1er mars 2011                   | 47 %   | 46 %   | 7 %          | 1 060 adultes danois            | Greens Analyseinstitut  |
| 1er avril 2011                  | 43 %   | 50 %   | 7 %          | 1 286 adultes danois            | Greens Analyseinstitut  |
| 1er mai 2011                    | 44 %   | 48 %   | 8 %          | 1 133 adultes danois            | Greens Analyseinstitut  |
| 1er août 2011                   | 37 %   | 54 %   | 9 %          | 1 143 adultes danois            | Greens Analyseinstitut  |
| Septembre 2011                  | 22,5 % | 50,6 % | 28,1 %       | Inconnu                         | Danske Bank             |
| 11 octobre 2011                 | 29 %   | 65 %   | 6 %          | 1 239 personnes                 | Greens Analyseinstitut  |
| 4–6 mai 2012                    | 26 %   | 67 %   | 7 %          | 1 092                           | Greens Analyseinstitut  |
| 24–27 février 2013              | 29 %   | 64 %   | 7 %          | 1 004                           | Greens Analyseinstitut  |
| 1. 2. 3.                        |        |        |              |                                 |                         |

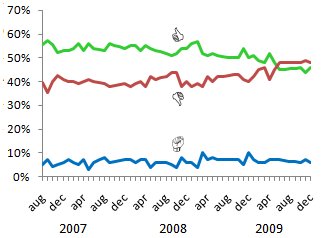
Opinion sur l'adoption de l'euro par la population danoise, selon Børsen (quotidien danois) Vert – Pour l'adoption de l'euro Rouge – Contre l'adoption de l'euro Bleu – Sans opinion.
Taux de change de la couronne danoise contre l'euro depuis 1999.

## Dominions danois
Les îles Féroé utilisent actuellement la couronne féroïenne, une version spécifique de la couronne danoise, mais qui sont légalement les mêmes monnaies. Les billets de la couronne féroïenne ne sont normalement pas acceptés dans les boutiques danoises, ni dans les bureaux de change mais sont échangés à 1 contre 1 contre de la couronne danoise dans les banques. Le Groenland utilise, quant à lui, la couronne danoise ordinaire mais envisage d'introduire sa propre monnaie, la couronne groenlandaise, d'une façon similaire aux Iles Féroé. Les deux dominions utilisent les pièces danoises.
Il est incertain que le Groenland et les îles Féroé adopteront l'euro si le Danemark l'adopte. Ces deux territoires font partie du Royaume du Danemark mais demeurent en dehors de l'UE. Ils ne prennent donc pas part aux référendums sur les sujets européens, tels que l'adoption de l'euro.

## Dessins possibles des pièces en euro du Danemark
Avant le résultat du référendum de 2000, la banque nationale du Danemark et la Monnaie royale ont été priées par le ministre de l'économie de proposer des dessins possibles pour les éventuelles pièces d'euro danoises. Les dessins suggérés étaient basés sur les pièces danoises de 10 et 20 couronnes, avec la reine Marguerite II sur le côté face, et sur les pièces de 25 et 50 øres, qui ont comme motif une couronne, pour le côté face des pièces d'euro. Le Danemark n'a pas introduit l'euro sous le règne de Marguerite II. De nouveaux dessins seront donc nécessaires si le Danemark décidait d'introduire les pièces en euro sous le règne de son fils Frédéric X.